# Donji Brgat
Donji Brgat är ett samhälle i kommunen Župa dubrovačka i Kroatien. Samhället har 152 invånare (2011).